# ワシントンD.C.映画批評家協会
ワシントンD.C.映画批評家協会（Washington D.C. Area Film Critics Association、略称: WDAFCA）は、アメリカ合衆国ワシントンD.C.の映画批評家協会。2003年に設立された。ワシントンD.C.を拠点とするテレビ・ラジオ・新聞・インターネットで活動する34名の映画評論家により構成されている。毎年、本協会員の投票によって選ばれた映画にはワシントンD.C.映画批評家協会賞が贈られる。

## ワシントンD.C.映画批評家協会賞

### 授賞式
- 2002年 - 第1回
- 2003年 - 第2回
- 2004年 - 第3回
- 2005年 - 第4回
- 2006年 - 第5回
- 2007年 - 第6回
- 2008年 - 第7回
- 2009年 - 第8回
- 2010年 - 第9回
- 2011年 - 第10回
- 2012年 - 第11回
- 2013年 - 第12回
- 2014年 - 第13回
- 2015年 - 第14回
- 2016年 - 第15回
- 2017年 - 第16回
- 2018年 - 第17回
- 2019年 - 第18回

### 受賞数統計

#### 作品
4部門受賞
- 『インセプション』 (2010): オリジナル脚本賞、美術監督賞、撮影賞、音楽賞
- 『スラムドッグ$ミリオネア』 (2008): 作品賞、監督賞、脚色賞、ブレイクスルー演技賞
- 『ノーカントリー』 (2007): 作品賞、監督賞、助演男優賞、アンサンブル賞
- 『エターナル・サンシャイン』 (2004): 作品賞、監督賞、脚本賞、アンサンブル賞

3部門受賞
- 『ゼロ・ダーク・サーティ』 (2012): 作品賞、監督賞、主演女優賞
- 『ソーシャル・ネットワーク』 (2010): 作品賞、監督賞、脚色賞
- 『マイレージ、マイライフ』 (2009): 作品賞、脚色賞、主演男優賞

2部門受賞
- 『レ・ミゼラブル』 (2012): 助演女優賞、アンサンブル賞
- 『ザ・マスター』 (2012): 助演男優賞、音楽賞
- 『ファミリー・ツリー』 (2011): 主演男優賞、脚色賞
- 『ヒューゴの不思議な発明』 (2011): 監督賞、美術監督賞
- 『アーティスト』 (2011): 作品賞、音楽賞
- 『ザ・ファイター』 (2010): 助演男優賞、助演女優賞
- 『ハート・ロッカー』 (2009): 監督賞、アンサンブル賞
- 『イングロリアス・バスターズ』 (2009): 脚本賞、助演男優賞
- 『プレシャス』 (2009): 助演女優賞、ブレイクスルー演技賞
- 『ダウト〜あるカトリック学校で〜』 (2008): 主演女優賞、アンサンブル賞
- 『ドリームガールズ』 (2006): 助演女優賞、ブレイクスルー演技賞
- 『リトル・ミス・サンシャイン』 (2006): 脚本賞、アンサンブル賞
- 『ミュンヘン』 (2005): 作品賞、監督賞
- 『カポーティ』 (2005): 脚色賞、主演男優賞
- 『クラッシュ』 (2005): 脚本賞、アンサンブル賞
- 『ロード・オブ・ザ・リング/王の帰還』 (2003): 作品賞、監督賞
- 『ロスト・イン・トランスレーション』 (2003): 脚本賞、主演男優賞
- 『21グラム』 (2003): 主演女優賞、助演女優賞
- 『ロード・トゥ・パーディション』 (2002): 作品賞、監督賞

#### 人物
3回受賞
- ジョージ・クルーニー - 主演男優賞: 『ファミリー・ツリー』 (2011)、『マイレージ、マイライフ』 (2009)、『フィクサー』 (2007)

2回受賞
- ハビエル・バルデム - 助演男優賞: 『ノーカントリー』 (2007); アンサンブル賞: 『ノーカントリー』
- ジェイミー・フォックス - 主演男優賞: 『Ray/レイ』 (2004); 助演男優賞: 『コラテラル』
- テレンス・ハワード - ブレイクスルー演技賞: 『ハッスル&フロウ』 (2005); アンサンブル賞: 『クラッシュ』 (2005)
- キャリー・マリガン - 主演女優賞: 『17歳の肖像』 (2009); アンサンブル賞: 『プライドと偏見』 (2005)
- ジェイソン・ライトマン - 脚色賞: 『マイレージ、マイライフ』 (2009)、『サンキュー・スモーキング』 (2006)
- メリル・ストリープ - 主演女優賞: 『ダウト〜あるカトリック学校で〜』 (2008); アンサンブル賞: 『ダウト〜あるカトリック学校で〜』
- マーティン・スコセッシ - 監督賞: 『ディパーテッド』 (2006)、『ヒューゴの不思議な発明』 (2011)
- アレクサンダー・ペイン - 脚色賞: 『サイドウェイ』 (2004)、『ファミリー・ツリー』 (2011)